# Amt Maßfeld
Das Amt Maßfeld war eine territoriale Verwaltungseinheit der Grafschaft Henneberg, die aus dem Stammgebiet der Grafschaft, der Vogtei Henneberg, hervorging.
Nach dem Aussterben der Grafen von Henneberg-Schleusingen kam das Amt im Jahr 1583 unter gemeinsame Verwaltung der albertinischen und ernestinischen Wettiner. Durch Aufteilung der Grafschaft Henneberg im Jahr 1660 wurde das Amt dem Herzogtum Sachsen-Altenburg zugeteilt. Danach gehörte es ab 1672 zum Herzogtum Sachsen-Gotha-Altenburg und durch Erbteilung ab 1680 zum Herzogtum Sachsen-Meiningen.
Bis zur Verwaltungs- und Gebietsreform des Herzogtums Sachsen-Meiningen im Jahr 1827 und der damit verbundenen Auflösung bildete es als Amt den räumlichen Bezugspunkt für die Einforderung landesherrlicher Abgaben und Frondienste, für Polizei, Rechtsprechung und Heeresfolge.

## Geographische Lage
Das Amt Maßfeld gehörte historisch zum Henneberger Land und lag zwischen den Ausläufern der Vorderrhön im Norden, dem Grabfeld im Süden und dem Tal der Werra im Osten. Markanteste Berge in diesem Gebiet sind Hutsberg, Gebaberg und Neuberg.
Flüsse im Amt waren neben der Werra selbst, deren Zuflüsse Jüchse, Hasel, Sülze und Herpf. Die an Würzburg gegangenen und heute in Unterfranken liegenden Orte entwässern zur Streu (Fränkische Saale).
Während seiner Zugehörigkeit zum Herzogtum Sachsen-Meiningen lag das Amt im Meininger Unterland. Das Amtsgebiet liegt heute im Südwesten des Freistaats Thüringen und gehört zum Landkreis Schmalkalden-Meiningen. Die an Würzburg gegangenen Orte gehören heute zum unterfränkischen Landkreis Rhön-Grabfeld im Norden des Freistaats Bayern.

## Angrenzende Verwaltungseinheiten
| Amt Wasungen/Amt Sand (Grafschaft Henneberg, nach 1680 zu Sachsen-Meiningen)                             | Amt Meiningen (Hochstift Würzburg, ab 1542 Grafschaft Henneberg, ab 1680 zu Sachsen-Meiningen)                   | Amt Kühndorf (Grafschaft Henneberg, nach 1660 zum Fürstentum Sachsen-Zeitz, 1718 zu Kursachsen, 1815 zu Preußen)                           |
| Amt Lichtenberg (Hintergericht)/Amt Kaltennordheim (Grafschaft Henneberg, nach 1672 zu Sachsen-Eisenach) | Kompassrose, die auf Nachbargemeinden zeigt                                                                      | Amt Themar (Grafschaft Henneberg, nach 1680 zu Sachsen-Römhild, nach 1710 anteilig zu Sachsen-Gotha-Altenburg und Sachsen-Coburg-Saalfeld) |
| Dörfer der Reichsritterschaft                                                                            | Kellerei/Amt Behrungen (Grafschaft Henneberg, nach 1680 zu Sachsen-Römhild, nach 1710 zu Sachsen-Hildburghausen) | Amt Römhild (Grafschaft Henneberg, nach 1680 zu Sachsen-Römhild, nach 1710 anteilig zu Sachsen-Meiningen und Sachsen-Coburg-Saalfeld)      |

An das Amt grenzten noch an folgende Exklaven des Amts Meiningen: Vachdorf/Leutersdorf im Osten (1825 an das Amt Maßfeld) und die Exklave Queienfeld im Süden (1723 zur Kellerei/Amt Behrungen, Sachsen-Hildburghausen).
Die reichsritterschaftlichen Orte grenzten im Osten an das Amt Maßfeld, im Westen an das Gebiet des Hochstifts Würzburg (Ämter Fladungen und Mellrichstadt), sowie an das sachsen-eisenachische Amt Lichtenberg (Vordergericht) (Exklave).

## Geschichte

### Grafschaft Henneberg
Das große Gebiet des späteren Amts Maßfeld bildete ehedem den Kern des hennebergischen Landes. Sein besitzgeschichtlicher Ausgangspunkt war die Vogtei Henneberg, der älteste Allodbesitz der Grafen von Henneberg. Sie setzte sich aus dem gräflichen Besitztum in den Zenten Meiningen und Mellrichstadt zusammen, deren Zentgerichtsorte selbst nicht dazu gehörten, sondern dem Hochstift Würzburg unterstanden. Erst durch die Hennebergische Hauptteilung von 1274, bei der das Gebiet der Vogtei Henneberg der Linie Henneberg-Schleusingen zufiel, kamen Besitzgüter in der Zent Themar hinzu.
Nach dem Tod des Grafen Heinrich VIII. von Henneberg-Schleusingen kam es im Jahre 1347 zu einer Erbteilung im Haus Henneberg-Schleusingen zwischen seiner Witwe Jutta und seinem Bruder Johann. Als Hauptteil des „althennebergischen“ Landes blieb die Vogtei Henneberg beim Anteil des neuen Regenten, dem Grafen Johann I. von Henneberg-Schleusingen († 1359).
Die Verpfändung der halben Burg Henneberg von der Schleusinger an die Römhilder Linie 1393 hatte wohl die Verlegung der Vogtei nach der an einem wichtigen Straßenkreuzungspunkt um 1350 erbauten Burg Maßfeld in Untermaßfeld zur Folge. 1383 ließen die Grafen von Henneberg die Hutsburg als wichtigen strategischen Stützpunkt an der Südwestflanke ihres Territoriums wieder aufbauen und setzten ihre eigenen Burgmannen zur Verwaltung ein. Bis 1429 vollzog sich dort die Bildung eines neuen, umfangreichen Amtes. Dem Amt selbst stand jedoch bis ins 17. Jahrhundert keine Hochgerichtsbarkeit zu. Diese war vielmehr auf fünf Zenten verteilt. Allein das Dorf Henneberg selbst gehörte keiner Zent an; hier hatte das Amt die Hochgerichtsbarkeit.
Zum Kern des Amts, der „Vogtei Henneberg“, gehörten die Orte Henneberg, Unter- und Obermaßfeld, Sülzfeld, Herpf und Einhausen, die bis auf Henneberg zur Zent Meiningen gehörten. Zur Zent Mellrichstadt gehörten die Amtsorte Hermannsfeld, Stedtlingen, Haselbach, Eußenhausen und Mühlfeld. Bei der Hennebergischen Hauptteilung im Jahr 1274 erhielt die Linie Henneberg-Schleusingen neben der Vogtei Henneberg auch die Orte Jüchsen (mit Lampertshausen und Aroldshausen) und Neubrunn aus der Zent Themar, welche seitdem zur Vogtei gehörten. Aus den ältesten Amtsrechnungen ist zu ersehen, dass um die Mitte des 15. Jahrhunderts Ritschenhausen, Ellingshausen und Ellenbach (Wüstung bei Eußenhausen) Bestandteile des Amtes und der Zent Meiningen waren.
Die seit 1320  zum Amt Sand gehörenden ehemaligen Neuenburger Klosterdörfer Bettenhausen und Seeba kamen nach der Pfandeinlösung durch Henneberg im Jahr 1419 vom Kloster Fulda an das Amt Maßfeld. Beide Orte gehörten als Lehen des Stifts Fulda zur Zent Kaltennordheim. Wohl um dieselbe Zeit wurde Stepfershausen, das einst zum Amt Wasungen gehörte, mit Maßfeld vereint und kam gerichtlich zur Zent Meiningen.
In den Amtsrechnungen werden weiter 1458 Willmars (Zent Mellrichstadt), das 1453 von Henneberg-Römhild erworben wurde, 1458 die Wüstungen Affenwind und Melweiß, 1468 Dreißigacker (Zent Meiningen) und 1476 Berkach (Lehen des Hochstifts Würzburg, zur Zent Mellrichstadt gehörig) genannt. Wölfershausen (Zent Meiningen), wurde in einem Steuerverzeichnis von 1481 zum Amt gezählt. Solz (Zent Wasungen), kam erst im 16. Jahrhundert aus hessisch-thüringischem Besitz allmählich an Henneberg und wurde dem Amt angegliedert. Verhältnismäßig spät kam auch Belrieth (Zent Themar) zu Maßfeld. Zusammen mit der Wüstung Bitthausen kam das Dorf aus henneberg-hartenbergischem Besitz 1380 an die Römhilder Linie und das Amt Schwarza. Erst nach Aussterben dieses Stammes 1549 fiel Belrieth an Henneberg-Schleusingen und das Amt Maßfeld.
Im Jahr 1542 tauschte das Hochstift Würzburg und die Grafschaft Henneberg-Schleusingen die Herrschaft über das Amt und die Zent Meiningen gegen das Amt und die Zent Mainberg. Das Amt Meiningen wurde seitdem durch den Maßfelder Amtmann verwaltet, der anfangs auch die Aufsicht über die Stadt Meiningen hatte. Nachdem 1542 die Hochgerichtsbarkeit der Zent Meiningen an Henneberg gekommen war, bemühten sich die Grafen und später die gemeinschaftlich sächsische Regierung in Meiningen um Begleichungen der Zent- und Amtsgrenzen. So ist die Angliederung von Hermannsfeld und Stedtlingen an die Zent Meiningen 1596 zu verstehen. 1544 wurde im Amt Maßfeld wie in der ganzen Grafschaft Henneberg-Schleusingen die Reformation eingeführt.

### Gemeinsame sächsische Verwaltung
Mit dem Tod des Grafen Georg Ernst von Henneberg-Schleusingen im Jahr 1583 erlosch das Henneberger Grafenhaus. Der von den Hennebergern mit den ernestinischen Wettinern 1554 geschlossene Kahlaer Vertrag regelte die Erbfolge der einzelnen Landesteile. Da aber auch die albertinischen Wettiner gleichermaßen begründete Erbansprüche anstellten, wurde die Grafschaft Henneberg mit ihren Ämtern zunächst unter eine gemeinsame ernestinische und albertinische Verwaltung mit Sitz in Meiningen gestellt. Da Meiningen aufgrund des Tauschvertrags von 1542 nach Aussterben der Henneberger wieder an das Hochstift fallen sollte, bemühte sich der sächsische Kurfürst in Vertretung der sächsischen Fürstenhäuser um eine Einigung mit dem Würzburger Bischof. Diese wurde in dem 1586 geschlossenen Schleusinger Vertrag getroffen, wodurch Meiningen als würzburgisches Lehen in sächsischem Besitz blieb, dafür aber Splitterbesitz an Würzburg abgegeben wurde. Im Amt Maßfeld betraf dies den Ort Eußenhausen, welcher seitdem zum würzburgischen Amt Mellrichstadt kam und umgehend wieder die katholische Lehre eingeführt wurde.
Beim Aussterben der Grafen umfasste somit das Amt Maßfeld die Dörfer Ober- und Untermaßfeld, Einhausen, Belrieth, Neubrunn, Jüchsen, Wölfershausen, Ritschenhausen, Sülzfeld, Henneberg, Hermannsfeld, Stedtlingen, Bettenhausen, Seeba, Herpf, Dreißigacker, Solz, Teile von Willmars und Berkach sowie zahlreiche Wüstungen.
Nicht ganz geklärt war die Stellung der vielen in den Amtsbezirk eingestreuten Adelsdörfer. Sie zahlten die Steuern später zu einem Teil der Reichsritterschaft. Ellingshausen, seit dem Hochmittelalter in hennebergischem Besitz, wurde 1350 an die von Herda verliehen und seitdem dem Amt Maßfeld entfremdet, nachdem die Vogteigerichtsbarkeit an die adligen Dorfherren übergegangen war. Ebenso befanden sich aus althennebergischem Besitz beim Aussterben der Grafen die Dörfer Einödhausen, Ober- und Unterharles, Geba, Träbes, Gleimershausen, Haselbach, Rippershausen, Rentwertshausen und Schwickershausen (Schleusinger Anteil) samt der Niedergerichtsbarkeit in adligen Händen, zählten aber der Landeshoheit nach zum Amt Maßfeld.
Der stete Kampf Hennebergs mit dem benachbarten Hochstift Würzburg hatte an den südlichen Grenzen des Amtes zur Entstehung von weiteren adligen Kleinherrschaften geführt. Sie schlossen sich mit der Reichsritterschaft zusammen, wenn auch ihre staatsrechtliche Stellung bis ins 18. Jahrhundert unklar blieb. Es sind die Dörfer Bibra, Bauerbach, Mühlfeld, Nordheim im Grabfeld, Sands, Ober- und Unterfilke, Völkershausen und der Hof Ruppers. Während sich der Besitzstand des Amtes Maßfeld im späteren Mittelalter in der geschilderten Weise zusammenfügte, gehen die Blutgerichtsbarkeiten dieses Gebietes auf eine ältere Zeit zurück. Hieraus erklären sich auch die vielfachen Überschneidungen der Niedergerichtsbarkeit des Amtes und der Hochgerichtsbarkeit der Zenten in der Meininger Gegend.

### Aufteilung der Grafschaft Henneberg
Da sich die ernestinischen und albertinischen Landesherren weiterhin nicht über die Verwaltung ihrer Erbschaft einigen konnten, wurde die Grafschaft Henneberg im Jahr 1660/61 aufgelöst. Die Aufteilung der Grafschaft wurde im Weimarer Vertrag (Sächsischer Teilungsvertrag), basierend auf dem Kahlaer Vertrag von 1554, geregelt.
Das Amt Maßfeld wurde demnach dem ernestinischen Anteil zugeschlagen und kam 1660 an das Herzogtum Sachsen-Altenburg. Stepfershausen kam dabei an das Sachsen-Gotha zugeteilte Amt Wasungen. Nach Auflösung der Grafschaft Henneberg verloren die alten Zentgerichte immer mehr an Bedeutung, was auch in der voranschreitenden Angleichung der Zent- und Amtsgrenzen ihren Ausdruck fand. Die von ihr ausgeübte Hochgerichtsbarkeit ging im 17. Jahrhundert an das Amt Maßfeld über, das nunmehr auch die hohen Gerichte in Bettenhausen, Seeba und Solz erwarb.

### Herzogtum Sachsen-Meiningen
Mit dem Aussterben der Linie Sachsen-Altenburg im Jahr 1672 fiel das Amt Maßfeld an das Herzogtum Sachsen-Gotha, welches sich seitdem Sachsen-Gotha-Altenburg nannte. Stepfershausen wurde wieder dem Amt Maßfeld angegliedert. Das Herzogtum Sachsen-Gotha-Altenburg wurde wiederum 1680 geteilt, wodurch das Amt Maßfeld seitdem zum Herzogtum Sachsen-Meiningen gehörte. Sofort nach Gründung des Herzogtums Sachsen-Meiningen wurde 1681 die Hochgerichtsbarkeit des Amtes auch auf Jüchsen, Belrieth und Neubrunn ausgedehnt, so dass dieses nunmehr einen geschlossenen Blutgerichtsbezirk darstellte.
Unter Meininger Herrschaft traten mannigfache Veränderungen ein. Im Jahre 1723 gingen im Austausch gegen das Amt Schalkau die Ortschaften Schwickershausen (Meiningischer Anteil), Rentwertshausen und Berkach im Grabfeld an das Herzogtum Sachsen-Hildburghausen verloren, welches diese dem Amt Behrungen angliederte. Unterharles fiel 1782 dem Hause Meiningen, nach dem unbeerbten Tod des Herrn von Marschalls zu Waltershausen, als eröffnet heim.
Im Rahmen einer Grenzbereinigung mit dem Großherzogtum Würzburg kamen 1808 die ehemals reichsritterschaftlichen Dörfer Bibra, Bauerbach, Nordheim und der Hof Ruppers an das Amt Maßfeld, wogegen der landesherrschaftliche Streubesitz in Willmars aufgegeben und mit der reichsritterschaftlichen Hälfte von Willmars und den reichsritterschaftlichen Orten Mühlfeld, Neustädtles, Ober- und Unterfilke, Völkershausen und Sands dem Großherzogtum Würzburg überlassen wurden. Im gleichen Jahr erlosch die Lehnshoheit des aufgelösten Klosters Fulda über Seeba und Bettenhausen.
Die letzte Veränderung und wesentliche Verkleinerung des Amtes fand 1825 statt, als der Norden des Amtes mit den Dörfern Solz, Rippershausen, Stepfershausen, Herpf, Dreißigacker, Melkers, Geba, Träbes, Hutsberg und Schmerbach an das Amt Meiningen überging und dafür nur dessen Exklaven Vachdorf und Leutersdorf im Osten erworben wurden.
Im Rahmen der Neuorganisation des Meininger Unterlandes wurde im Amt Maßfeld im Jahr 1827 die Trennung von Justiz und Verwaltung nur teilweise vollzogen. Das alte Amt Maßfeld blieb zwar noch als einheitliche Behörde bestehen, wurde aber in Verwaltungssachen bereits als „Administrativ-Amt“, in Justizsachen als „Justizamt“ geführt.
Bei der großen Reorganisation der meiningischen Verwaltung 1829 wurden die Ämter Maßfeld und Meiningen zum „Verwaltungsamt Meiningen“ vereint. Erst in diesem Jahr wurden Justiz und Verwaltung auch hier völlig getrennt und neben dem Verwaltungsamt das „Kreisgericht Meiningen“ gebildet. Die adligen Niedergerichte in Einödhausen, Ellingshausen, Geba, Träbes, Gleimershausen, Haselbach, Heftenhof, Nordheim mit Ruppers, Rippershausen, Schmerbach, Unterharles und Kätzerode (Amalienruhe) und Aroldshausen hielten sich bis 1848.
Bei einer strukturellen Neuordnung des Herzogtums Sachsen-Meiningen im Jahr 1868 wurde das Verwaltungsamt Meiningen aufgelöst und mit anderen Verwaltungsämtern des Meininger Unterlands dem neu gegründeten Landkreis Meiningen angegliedert.

## Zugehörige Orte
Die Zugehörigkeit der Amtsorte zum jeweiligen Zentgericht, welche bis ins 17. Jh. bestand, ist in Klammern angegeben.
Amtsdörfer
| - Untermaßfeld (Zent Meiningen) - Obermaßfeld (Zent Meiningen) - Henneberg - Belrieth (Zent Themar) - Bettenhausen (Zent Kaltennordheim) - Dreißigacker (Zent Meiningen) - Einhausen (Zent Meiningen) - Hermannsfeld (Zent Mellrichstadt) - Herpf (1660–1672 zum Amt Wasungen) (Zent Meiningen) - Jüchsen (Zent Themar) | - Neubrunn (Zent Themar) - Ritschenhausen (Zent Meiningen) - Seeba (Zent Kaltennordheim) - Solz (Zent Wasungen) - Stedtlingen (Zent Mellrichstadt) - Stepfershausen (Zent Meiningen) - Sülzfeld (Zent Meiningen) - Wölfershausen (Zent Meiningen) - Willmars (landesherrschaftliche Hälfte, 1808 an Würzburg) (Zent Mellrichstadt) - Eußenhausen (Zent Mellrichstadt) (1586 an Würzburg) |

Adlige Dörfer
| - Einödhausen - Ellingshausen - Geba - Gleimershausen - Haselbach | - Oberharles - Rippershausen - Träbes - Unterharles | - Berkach (1723 an Sachsen-Hildburghausen) - Rentwertshausen (1723 an Sachsen-Hildburghausen) - Schwickershausen (Schleusinger/Meiningischer Anteil; 1723 an Sachsen-Hildburghausen) |

Dörfer und Höfe  der Reichsritterschaft
| - Bibra - Bauerbach - Nordheim im Grabfeld - Hof Ruppers (bei Stedtlingen) | - Mühlfeld (1808 an Würzburg) - Neustädtles (adliger Hof, 1808 an Würzburg) - Oberfilke (1808 an Würzburg) - Sands (1808 an Würzburg) | - Unterfilke (1808 an Würzburg) - Völkershausen (1808 an Würzburg) - Willmars (reichsritterschaftliche Hälfte, 1808 an Würzburg) |

Dörfer des Amts Maßfeld, die 1825 dem Amt Meiningen angegliedert wurden
- Dreißigacker
- Herpf
- Hutsberg und Burg Hutsburg
- Melkers (vorher zum Amt Wasungen)
- Rippershausen
- Schmerbach
- Solz
- Stepfershausen
- Träbes

Exklaven des Amts Meiningen, die 1825 dem Amt Maßfeld angegliedert wurden
- Leutersdorf
- Vachdorf

Burgen und Schlösser
- Burg Henneberg (1274 zur Linie Henneberg-Schleusingen; 1393–1549 zwischen Henneberg-Schleusingen und Henneberg-Aschach-Römhild geteilt)
- Hutsburg (1525 im Bauernkrieg zerstört)
- Burg Maßfeld (um 1350 erbaut)

Höfe und Vorwerke
| - Aroldshausen (bei Bibra/Jüchsen; Besitz der Herren von Bibra) - Breuberg (bei Welkershausen; Besitz eines Herrn von Dimar, später der Herren von Bibra) - Grimmenthal (ehemals Wallfahrtsort, seit der Reformation ein Hospital) - Hofteich (herrschaftliches Kammergut) - Hutsberg oder Heftenhof (liegt am Fuß des Hutsberges, auf dem die Hutsburg stand) | - Lampertshausen (bei Jüchsen) - Rezeroda - Sophienlust (1718 erbaut), ab 1764 Amalienruh, später Kätzerode genannt (Herrenhaus bei Sülzfeld) - Schmerbach (Hof unter der Hutsburg, Lehen der Heldritt) - Sorghof (Hof beim Hermannsfelder See) | - Thurn (bei Hermannsfeld, Besitz des Herren von Stein) - St. Wolfgang (ehemalige Wallfahrtskapelle im Hermannsfelder See, im 16. Jh. aufgegeben) |

Wüstungen
| - Affenwind/Afftewin (bei Herpf) - Auendorf (bei Maßfeld) - Bitthausen (bei Belrieth) - Boppenroda (bei Ellingshausen) - Ellenbach (Wüstung bei Eußenhausen) | - Foschau (bei Bettenhausen) - Gaulhausen (Owelhusen) (bei Ritschenhausen) - Gruben (bei Hermannsfeld) - Mehlweiß (bei Herpf) - Mehmelsfeld (bei Henneberg) | - Morshausen (bei Bibra) - Neidhards (bei Bettenhausen) - Rughards (bei Bettenhausen) - Nieder Sülzfeld (bei Sülzfeld) | - Roda (bei Hermannsfeld) - Weckwarte, oder Weckfurt (wüstes Schloss bei Henneberg) |

### Zugehörigkeit der Amtsorte zu den Zentgerichten bis ins 17. Jahrhundert
Dem Amt Maßfeld selbst stand bis ins 17. Jahrhundert keine Hochgerichtsbarkeit zu, sondern sie war auf folgende fünf Zenten verteilt:
- Zur „Zent Meiningen“, die erst 1542 von Henneberg erworben wurde, gehörte der Kern des Amtes mit den Dörfern Dreißigacker, Herpf, Stepfershausen, Sülzfeld, Bauerbach, Gleimershausen, Wölfershausen, Ritschenhausen, Unter- und Obermaßfeld und Ellingshausen.
- Die zur würzburgischen „Zent Mellrichstadt“ gehörenden Orte Hermannsfeld, Stedtlingen und die Wüstung Ottenhausen gingen 1596 an die Zent Meiningen über. Dagegen blieben aber die zur Reichsritterschaft zählenden Orte Mühlfeld, Bibra, Schwickershausen (Schleusinger Anteil), Nordheim im Grabfeld, Willmars und Berkach weiterhin bis 1808 bei Mellrichstadt.
- Zur „Zent Themar“ gehörte der Osten des Amtes mit Jüchsen, Neubrunn und Belrieth. Hier ging die Hochgerichtsbarkeit 1681 an das Amt Maßfeld über.
- Zur „Zent Wasungen“ zählte der Ort Solz im Norden. Hier ging die Hochgerichtsbarkeit 1660 an das Amt Maßfeld über.
- Zur „Zent Kaltennordheim“ gehörten die unter Lehnshoheit des Klosters Fulda stehenden Orte Bettenhausen und Seeba. Hier ging die Hochgerichtsbarkeit 1660 an das Amt Maßfeld über.
- Das Dorf Henneberg selbst gehörte keiner Zent an; das Amt hatte hier die Hochgerichtsbarkeit.

## Amtleute und weitere Verwalter
Bis 1720 wurde das Amt Meiningen vom Amtmann des Amts Maßfeld mit verwaltet. Das alte Zentgericht in Meiningen, dem die Hochgerichtsbarkeit über zahlreiche Dörfer der
Umgebung zustand, ging nach dem Ableben des noch aus hennebergischer Zeit stammenden
Zentrichters 1691  an den Maßfelder und 1720 an den Meininger Amtmann über.
Amtleute
- Paul Kühnhold, Oberamtmann (1680–1685)
- Just Heinrich Brochhausen (1691–1700)
- David Frank (1702–1706)
- Erasmus Günter Theuerkauf (1706–1725)
- Lic. Johann Christoph Schröter (1726–1750)
- Tobias Heinrich Schröter (1750–1777)
- Johann Karl August von Uttenhoven (1778–1792)
- Martin Christian Amthor (1792–1807)
- Ernst Friedrich Baumbach (1808–1829)

Amtssekretäre
- Martin Christian Amthor (1778–1792)
- Ernst Friedrich Baumbach (   -1801)
- Christoph Elias Schulz, Aktuar (1798–1806)
- Sekretär (1806–1828)
- Georg Adam Debertshäuser (1823–1829)

Amtsaktuare
- Johann Jodocus Siegmund Strauß (1693–1694)
- Johann Michael Kartscher (1712–1738)
- Ludwig Josias Hausinger (1738–1743)
- Georg Wilhelm Gerlich (1743–1778)

Amtsverwalter
- Johann Jodocus Siegmund Strauß (1694–1700)

Amtsadjunkten
- Johann Elias Strauß (1680–1694)
- Lic. Johann Christoph Schröter 1723–1726

Amtsschreiber
- Gottfried Neumeß (1656–1685)
- Joseph Augustin (1703–1712)